# Liste der Baudenkmäler in Speldorf
Die Liste der Baudenkmäler in Speldorf enthält die denkmalgeschützten Bauwerke auf dem Gebiet von Mülheim an der Ruhr-Speldorf, Stadtbezirk Linksruhr, in Nordrhein-Westfalen (Stand: 2016). Diese Baudenkmäler sind in der Denkmalliste der Stadt Mülheim an der Ruhr eingetragen; Grundlage für die Aufnahme ist das Denkmalschutzgesetz Nordrhein-Westfalen (DSchG NRW).

| Bild                                  | Bezeichnung                                                                      | Lage                                                           | Beschreibung | Bauzeit                                               | Eingetragen seit | Denkmal- nummer |
| ------------------------------------- | -------------------------------------------------------------------------------- | -------------------------------------------------------------- | --- | ----------------------------------------------------- | ---------------- | --------------- |
| weitere Bilder                        | Raffelbergpark                                                                   | Akazienallee Karte                                             | | 1909                                                  | 10.06.1994       | 683             |
| weitere Bilder                        | Raffelberger Schleuse                                                            | Akazienallee Karte                                             | | 1927–1928                                             | 08.11.1991       | 657             |
| weitere Bilder                        | Solbad Raffelberg: Kurhaus                                                       | Akazienallee 61, 63 Karte                                      | | 1908                                                  | 17.03.1987       | 200             |
| weitere Bilder                        | Solbad Raffelberg: Badehaus                                                      | Akazienallee 65, 67, 69, 71 Karte                              | | 1908                                                  | 17.03.1987       | 200             |
| BW                                    | ehemalige Hofanlage                                                              | Baakendorfer Straße 44a Karte                                  | umfasst zwei Fachwerkgebäude, ein eingeschossiges Fachwerkhaus und ein kleineres Gebäude aus dem Jahr 1712, das an den Nordgiebel einer Backsteinscheune des 19. Jahrhunderts angebaut wurde. Einziges noch erhaltenes Zeugnis des ehemaligen Wohnplatzes „Baakendorf“ | 1712                                                  | 26.10.1989       | 585             |
| Wohnhaus                              | Wohnhaus                                                                         | Blötter Weg 1 Karte                                            | | 1901–1902                                             | 20.08.1985       | 130             |
| Wohnhaus                              | Wohnhaus                                                                         | Blötter Weg 3 Karte                                            | | 1901–1902                                             | 20.08.1985       | 130             |
| Wohnhaus                              | Wohnhaus                                                                         | Blötter Weg 5 Karte                                            | | 1901–1902                                             | 20.08.1985       | 130             |
| Wohnhaus                              | Wohnhaus                                                                         | Blötter Weg 7 Karte                                            | | 1901–1902                                             | 20.08.1985       | 130             |
| Wohnhaus                              | Wohnhaus                                                                         | Blötter Weg 9 Karte                                            | | 1901–1902                                             | 20.08.1985       | 130             |
| Wohnhaus                              | Wohnhaus                                                                         | Blötter Weg 10 Karte                                           | | Anfang des 20. Jh.                                    | 18.09.1989       | 27              |
| Wohnhaus                              | Wohnhaus                                                                         | Blötter Weg 11 Karte                                           | | um 1910                                               | 11.01.1989       | 498             |
| Wohn- und Geschäftshaus               | Wohn- und Geschäftshaus                                                          | Duisburger Straße 266 Karte                                    | | um 1905                                               | 09.10.1989       | 573             |
| weitere Bilder                        | Evangelische Lutherkirche mit Gemeindehaus, ehemaligem Pfarrhaus und Einfriedung | Duisburger Straße 278 Karte                                    | | 1882–1883 (Kirchenschiff) 1895–1896 (Turm)            | 16.01.1984       | 37              |
| ehemaliges Straßenbahndepot Speldorf  | ehemaliges Straßenbahndepot Speldorf                                             | Duisburger Straße 283 Karte                                    | | vor 1914                                              | 26.01.1989       | 621             |
| Stammhaus Dummen                      | Stammhaus Dummen                                                                 | Duisburger Straße 343 Karte                                    | | 1902                                                  | 25.11.1988       | 500             |
| Wohnhaus                              | Wohnhaus                                                                         | Duisburger Straße 387 Karte                                    | | Anfang des 20. Jh.                                    | 03.11.1987       | 306             |
| Wohnhaus                              | Wohnhaus                                                                         | Duisburger Straße 389 Karte                                    | | Anfang des 20. Jh.                                    | 09.10.1987       | 312             |
| Villa                                 | Villa                                                                            | Duisburger Straße 401 Karte                                    | | Anfang des 20. Jh.                                    | 09.10.1987       | 313             |
| Wohn- und Geschäftshaus               | Wohn- und Geschäftshaus                                                          | Duisburger Straße 465 Karte                                    | | 1. Drittel des 20. Jh.                                | 24.07.1989       | 398             |
| Stammhaus Monning                     | Stammhaus Monning                                                                | Duisburger Straße 490 Karte                                    | | 1789 (Erneuerung)                                     | 01.08.1990       | 626             |
| weitere Bilder                        | Wolfsburg                                                                        | Falkenweg 6 Karte                                              | | 1906                                                  | 28.02.1989       | 400             |
| Pförtnerhaus der Wolfsburg            | Pförtnerhaus der Wolfsburg                                                       | Falkenweg 6 Karte                                              | | um 1906                                               | 16.04.1991       | 400             |
| weitere Bilder                        | ehemalige Lederfabrik Hammann                                                    | Hansastraße 19 Karte                                           | |                                                       | 29.07.2014       | 659             |
| Fachwerkhaus                          | Fachwerkhaus                                                                     | Hansastraße 22b Karte                                          | | Ende des 18. Jh.                                      | 18.12.1987       | 281             |
| weitere Bilder                        | Fachwerkhaus                                                                     | Hansastraße 29 Karte                                           | | Ende des 18. Jh.                                      | 28.10.2003       | 202             |
| weitere Bilder                        | Fachwerkhaus                                                                     | Hansastraße 33 Karte                                           | | 1782                                                  | 04.05.1987       | 203             |
| Fachwerkhaus                          | Fachwerkhaus                                                                     | Hansastraße 36 Karte                                           | | 1773 1788                                             | 09.02.1988       | 283             |
| ehemalige Katholische Schule Speldorf | ehemalige Katholische Schule Speldorf                                            | Heerstraße 22 Karte                                            | | um 1880                                               | 27.12.1988       | 504             |
| Doppelhaus                            | Doppelhaus                                                                       | Hittfeldstraße 57, 59 Karte                                    | | Anfang der 1930er Jahre                               | 20.01.1989       | 507             |
| Kötterhaus                            | Kötterhaus                                                                       | Hittfeldstraße 73 Karte                                        | | 1. Hälfte des 19. Jh.                                 | 14.01.1991       | 638             |
| Villa                                 | Villa                                                                            | Jägerhofstraße 9 Karte                                         | | Anfang der 1930er Jahre                               | 25.11.1988       | 509             |
|                                       | Wohngebäude                                                                      | Karlsruher Straße 18-26, Haydnweg 1-13, Hundsbuschstraße 72-80 | | 1928 bis 1930                                         | 16.05.2018       | 697             |
| Wohnhaus                              | Wohnhaus                                                                         | Katzenbruch 2e Karte                                           | | 18. Jh. (Fachwerk) um 1900 (Translozierung, Unterbau) | 19.10.1989       | 588             |
| Villa                                 | Villa                                                                            | Monningstraße 46 Karte                                         | | um 1900                                               | 30.03.1988       | 405             |
| Villa                                 | Villa                                                                            | Monningstraße 53 Karte                                         | | 1899                                                  | 30.12.1985       | 143             |
| BW                                    | Solbad Raffelberg: Kindersolbad                                                  | Platanenweg 46 Karte                                           | | 1908                                                  | 17.03.1987       | 200             |
| Wohnhaus                              | Wohnhaus                                                                         | Prinzenhöhe 3 Karte                                            | | 1920er Jahre                                          | 24.07.1989       | 399             |
| Wohnhaus                              | Wohnhaus                                                                         | Prinzenhöhe 11 Karte                                           | | Anfang des 20. Jh.                                    | 27.01.1989       | 519             |
| weitere Bilder                        | Villa                                                                            | Prinzenhöhe 14 Karte                                           | | Anfang des 20. Jh.                                    | 03.06.1988       | 406             |
| weitere Bilder                        | Wohnhaus                                                                         | Prinzenhöhe 22 Karte                                           | |                                                       | 19.01.2016       | 687             |
| weitere Bilder                        | Villa                                                                            | Prinzenhöhe 26 Karte                                           | | Anfang des 20. Jh.                                    | 03.06.1988       | 407             |
| Wohnhaus                              | Wohnhaus                                                                         | Prinzenhöhe 34 Karte                                           | | Anfang der 1920er Jahre                               | 01.03.1988       | 408             |
| BW                                    | Villa                                                                            | Prinzenhöhe 39 Karte                                           | | ca. 1920                                              | 29.07.2014       | 660             |
| Kraftwerk Raffelberg                  | Kraftwerk Raffelberg                                                             | Raffelbergbrücke 8 Karte                                       | erbaut durch die Architekten Pfeifer und Großmann | 1925                                                  | 05.11.1986       | 176             |
| Katholische Kirche St. Michael        | Katholische Kirche St. Michael                                                   | Schumannstraße 17 Mozartstraße Karte                           | | 1915–1919                                             | 07.06.2005       | 546             |
| BW                                    | Landhausvilla                                                                    | Uhlenhorstweg 18 Karte                                         | | 1937                                                  | 01.03.1988       | 411             |
| Fabrikanlage                          | Fabrikanlage                                                                     | Weseler Straße 120 Karte                                       | | 1928                                                  | 18.12.1992       | 617             |

- Karte mit allen Koordinaten:
- OSM |
- WikiMap